# 비용종
비용종(鼻茸腫, nasal polyp, NP)은 코나 코곁굴 안의 양성 종양이다. 코를 통해 숨을 쉬는 일이 불편해지며 후각소실, 입맛의 감소, 후비루, 비루 등의 증상이 나타날 수 있다.

## 증상
비용종은 일반적으로 상악동후비공폴립(antrochoanal polyps)과 사골동폴립(ethmoidal polyp)으로 분류할 수 있다. 상악동후비공폴립은 위턱굴에서 발생하는데 그리 흔한 것은 아니며, 사골동폴립은 사골동에서 발생한다.
비용종의 증상은 코막힘, 부비강염, 후각소실, 또 두통으로 이어지는 2차 감염을 포함한다. 수술을 통해 제거할 수 있으나 이 중 약 70%가 재발하는 것으로 알려져 있다. 부비강 수술에는 상당한 신중함이 요구되는데, 이는 안와 문제의 위험을 수반하기 때문이다.

## 병인
비용종의 구체적 병인은 알려져 있지 않다. 비용종은 보통 알레르기에 의해 발병하고 낭포성 섬유증에 의해서는 드물게 발생하는 것으로 간주되고 있으나 상당수가 비알레르기성 성인 천식 등과 관련이 된다.
비용종 형성과 관련된 질병이 다수 있다:
- 만성 부비강염
- 천식
- 아스피린 유발 천식 (AERD)
- 낭포성 섬유증
- 알레르기성 진균 부비동염
- 원발성 섬모 이상운동증
- 영 증후군(Young's syndrome)
- 척스트라우스 증후군(Eosinophilic granulomatosis with polyangiitis)
- 비강 비만세포증

## 치료
비용종은 스테로이드 등을 사용하여 치료가 종종 이루어지지만, 수술을 통해서 치료되기도 한다.
수술을 통해 비용종을 제거하는데 드는 시간은 대략 45분에서 1시간까지 지속된다.

## 참고 문헌
- Meymane Jahromi, Ahmad; Shahabi Pour, Ayeh (2012년 1월 1일). “The Epidemiological and Clinical Aspects of Nasal Polyps that Require Surgery”. 《Iranian Journal of Otorhinolaryngology》 24 (67): 75–78. ISSN 2251-7251. PMC 3846212. PMID 24303389.